# Financial Services Authority

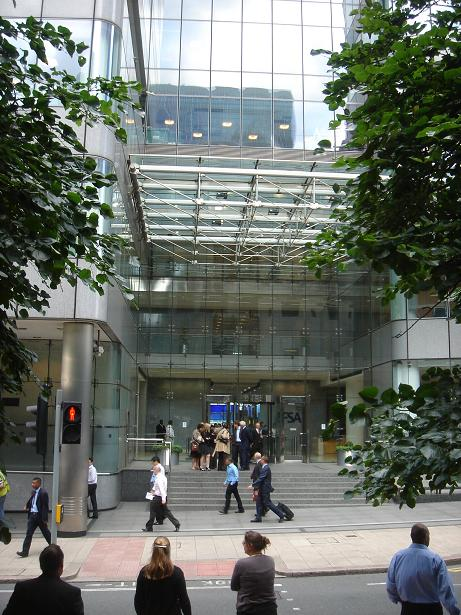
Entrée principale du siège londonien.

Pour les articles homonymes, voir FSA.
L'Autorité des services financiers (en anglais, Financial Services Authority ou FSA) est une ancienne autorité britannique de régulation du secteur financier, qui a existé de 2001 à 2013.

## Historique
En 1985, le chancelier de l'échiquier est à l'initiative de la création de The Securities and Investments Board Ltd (SIB), société commerciale à laquelle sont délégués par une loi de 1986 certains pouvoirs de régulation des services financiers. Mais une série de scandales financiers au début des années 1990, qui culmine avec la faillite de la banque Barings en 1995, vont inciter les autorités politiques à mettre fin à l'auto-réglementation du secteur financier.
La loi relative aux services financiers et aux marchés de 2000 (Financial Services and Markets Act 2000 (en)) confie les pouvoirs réglementaires en ces domaines à une nouvelle Autorité des services financiers qui remplace le SIB et entre en fonction le 1er décembre 2001.
En juin 2010, George Osborne, chancelier de l'échiquier, annonce son intention de supprimer la FSA et de répartir ses responsabilités entre plusieurs nouvelles autorités, ainsi que la Banque d'Angleterre.
Une nouvelle loi sur les services financiers est adoptée en 2012. La FSA cesse d'exister le 1er avril 2013, date à laquelle elle est remplacée par une « Autorité de régulation prudentielle » (Prudential Regulation Authority (en)) et une « Autorité de bonne conduite financière » (Financial Conduct Authority), supervisées par la Banque d'Angleterre.

## Organisation

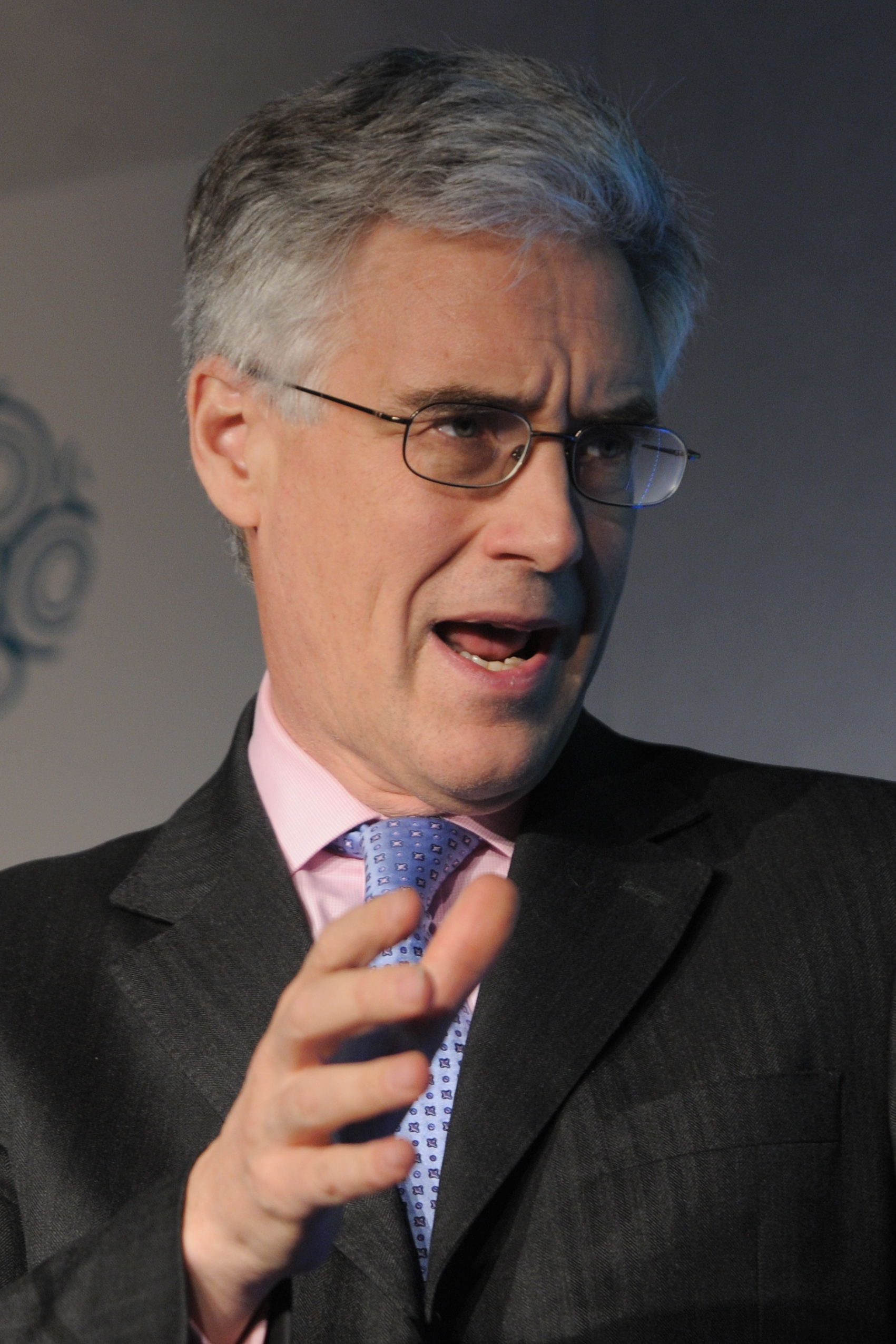
Adair Turner, président de la FSA au moment de la Grande Récession de 2008.

Sa structure était proche de celle d'un établissement public en France (personne morale de droit public). Sa finalité était à but non lucratif et son financement était assuré directement par la rémunération de ses services par les acteurs et opérateurs concernés par son activité.
Elle était dirigée par un président exécutif nommé pour cinq ans et un directeur exécutif.

### Siège
Son siège principal était situé à Canary Wharf à Londres, elle possédait un autre bureau à Édimbourg.